# Paulina Bryś
Paulina Bryś (* 9. März 1984 in Barcice als Paulina Gomułka) ist eine polnische Volleyballspielerin.

## Karriere
Bryś besuchte im Alter von acht Jahren mit ihrem Vater einige Volleyballspiele in Griechenland und entdeckte dort ihr Interesse an dieser Sportart. Sie begann ihre Karriere bei Poprad Stary Sącz. Später war die Juniorennationalspielerin, die bei den Nachwuchsturnieren Europameisterin und zweimal WM-Dritte wurde, bei SMSPZPS Sosnowiec und Gwardia Wrocław aktiv. Als ihr nächster Verein AZS AWF Poznań 2008 in finanzielle Schwierigkeiten geriet, verließ die Diagonalangreiferin erstmals ihr Heimatland und wechselte zum deutschen Pokalsieger VfB 91 Suhl. 2010 stand sie mit dem Team selbst im DVV-Pokalfinale. Von 2010 bis 2013 spielte die Diagonalspielerin beim Ligakonkurrenten VT Aurubis Hamburg. Anschließend ging sie zum Zweitligisten VfL Oythe.